# Аморинополис
Аморинополис (порт. Amorinópolis) — муниципалитет в Бразилии, входит в штат Гояс. Составная часть мезорегиона Центр штата Гойас. Входит в экономико-статистический микрорегион Ипора. Население составляет 3936 человек на 2006 год. Занимает площадь 408,524 км². Плотность населения — 9,6 чел./км².

## История
Город основан 14 ноября 1958 года. 

## Статистика
- Валовой внутренний продукт на 2003 год составляет 20 928 884,00 реалов (данные: Бразильский институт географии и статистики).
- Валовой внутренний продукт на душу населения на 2003 год составляет 5190,70 реалов (данные: Бразильский институт географии и статистики).
- Индекс развития человеческого потенциала на 2000 год составляет 0,732 (данные: Программа развития ООН).